# Sơn Trà (montagne)
La montagne Sơn Trà (en vietnamien : Núi Sơn Trà) est une montagne située sur la péninsule de Sơn Trà, dans le district de Sơn Trà appartenant à la ville de Đà Nẵng, au Viêt Nam, surplombant la baie de Đà Nẵng et la mer de Chine méridionale.
La montagne Sơn Trà est visible de tous les côtés de Đà Nẵng, la quatrième ville du Vietnam. Sơn Trà occupe une large portion du district du même nom qui a une population d'environ 113 000 habitants.
Le port de Đà Nẵng, baptisé port de Tiên Sa, est basé sur la face occidentale de la montagne, aux abords de la plage de Tiên Sa au bord de la mer de Chine.

## Histoire
La montagne Sơn Trà était localisée sur le territoire de l'ancien royaume cham établi en 192.
Une base militaire peu utilisée aujourd'hui est également présente sur la montagne.
Sơn Trà a été baptisée par les soldats américains pendant la guerre du Vietnam la montagne des Singes.
Avant 1997, la ville appartenait à la province de Quảng Nam. Mais, au 1er janvier 1997, Đà Nẵng a été séparée de la province de Quảng Nam pour devenir une des cinq municipalités indépendantes du Viêt Nam (contrôlée par le gouvernement central).

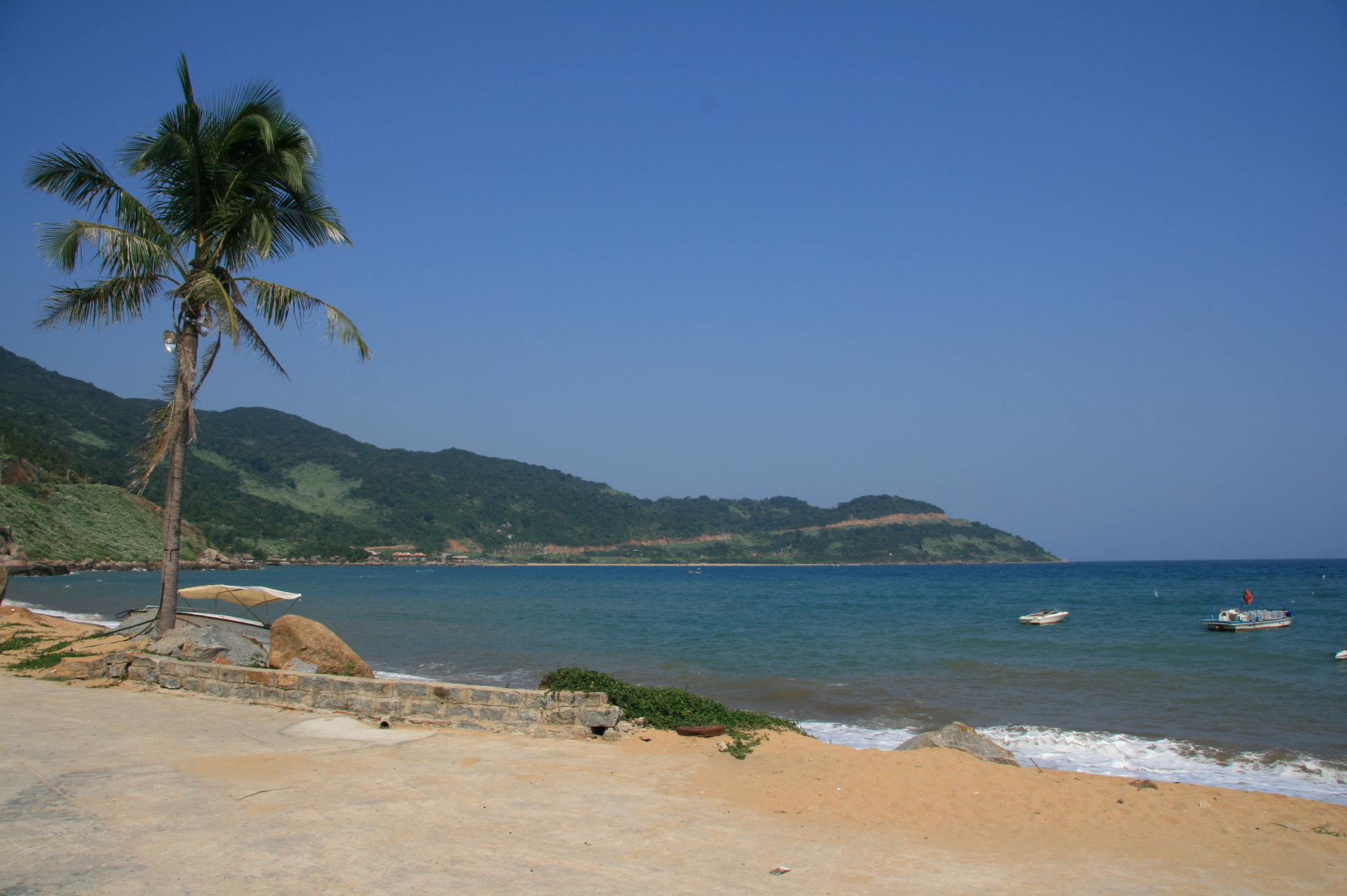
Cap Nord de la péninsule de Son Trà.
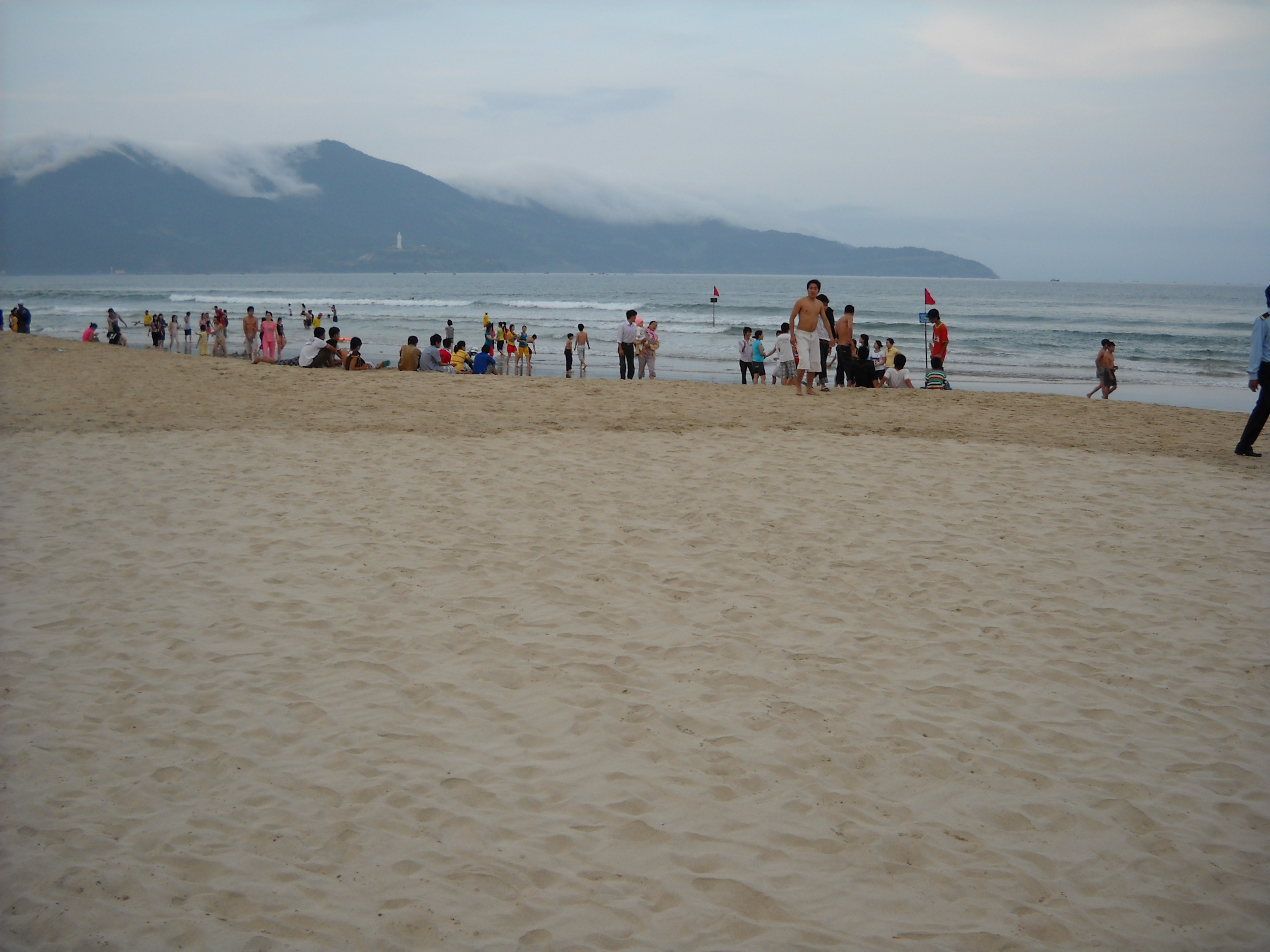
Péninsule de Son Tra surplombant la plage de Da Nang.